# Biri
Biri é um município de  quinta classe de renda municipal (d) na província Samar do Norte, nas Filipinas. De acordo com o censo de 1 de maio  de  2020 possui uma população de 11 274 pessoas e 2 485 domicílios.